# Юліус Бек
Юліус Ескелунд Бек (дан. Julius Eskelund Beck, нар. 27 квітня 2005, Гадерслев, Данія) — данський футболіст, опорний півзахисник італійського клубу «Спеція».

## Ігрова кар'єра

### Клубна
Юліус Бек є вихованцем данського клубу «Сеннер'юск». 9 травня 2021 року він дебютував у першій команді у чемпіонаті Данії. І став наймолодшим гравцем в історії клубу.
Влітку 2021 року Бек підписав контрактз італійським клубом «Спеція». Перший сезон футболіст виступав за молодіжну команду клубу. свою першу гру в основі він провів 2 жовтня 2022 року в чемпіонаті Італії.

### Збірна
У травні 2022 року Юліус Бек провів чотири поєдинки на юнацькій першості Європи (U-17) в Ізраїлі.

## Особисте життя
Юліус Бек є вином Генріка Бека - колишнього данського футболіста.